# Sahlgrenska akademins studentkår
Sahlgrenska akademins Studentkår (SAKS) är en studentkår vid Göteborgs universitet, som representerar studenterna vid Sahlgrenska akademin. Kåren bildades 2010 genom en sammanslagning av studentkårerna Medicinska föreningen i Göteborg, Odontologiska Föreningen (Göteborg) och Hälsovetenskapliga studentkåren, och fick kårstatus den 29 april 2010.

## Historik

### MFGs historia
MFG grundades 19 september 1949 i samband med att medicinarutbildningen startade vid Göteborgs medicinska högskola. 
Medicinska högskolan och Göteborgs högskola slogs 1954 samman till Göteborgs universitet. I samband med denna sammanslagning bildades en gemensam studentkår vid universitetet med namnet Göteborgs Universitets Studentkår (GUS). De tidigare studentkårerna Medicinska Föreningen och Göteborgs Högskolas Studentkår ombildades till studentföreningar (fakultetsföreningar). Medicinska Föreningen blev på så sätt fakultetsförening för studenterna vid det nya universitetets medicinska fakultet. Under 1960-talet övertog fakultetsföreningarna alltmer av studentkårens uppgifter, vilket ledde till att GUS i praktiken upphörde som organisation i början av 1970-talet. Medicinska Föreningen erhöll dock inte formellt status som studentkår igen förrän 1983.
MFG förvandling från en förening enbart bestående av medicinarstuderande har skett stegvis. Logopedstudenterna blev medlemmar i MFG 1982 efter ett utträde från Filosofiska Fakultetens studentkår, till vilken logopedstudenterna blivit anslutna när utbildningen startade 1980. 1997 innefattades även studenter vid biovetenskapliga programmet i MFG.

### OF:s historia
Odontologiska föreningen bildades ursprungligen som obligatorisk studentförening (fakultetsförening) vid Göteborgs universitet i samband med inrättandet av den odontologiska fakulteten 1967. Medlemmarna utgjordes av studenter inom odontologi. Studentkår vid denna tid var Göteborgs Universitets Studentkår. Under 1960-talet övertog fakultetsföreningarna alltmer av studentkårens uppgifter, vilket ledde till att Göteborgs Universitets Studentkår i praktiken upphörde som organisation i början av 1970-talet. Odontologiska föreningen erhöll dock inte formellt status som studentkår förrän 1983.[1]

### HVS historia
Hälsovetenskapliga studentkåren bildades 1997 genom en sammanslagning av flera då tidigare fristående studentsammanslutningar vid Göteborgs universitet. Detta var också det år då vårdhögskolorna införlivades i det statliga högskoleväsendet. Tidigare hade dessa skolor landstingen som huvudmän.
Hälsovetenskapliga studentkåren organiserade ca 2 000 medlemmar i sex sektioner. En majoritet var grundutbildningsstudenter och en liten del var forskarstuderande. Huvuddelen av medlemmarna gick på program. Bland annat sjuksköterskeprogrammet, sjukgymnastprogrammet, audionomprogrammet, arbetsterapeutprogrammet, dietistprogrammet, folkhälsovetenskapliga programmet samt barnmorske-, röntgensjuksköterske- och specialistsjuksköterskeprogrammen.

### SAKS bildas
När det blev allt mer klart att kårobligatoriets skulle avskaffas 2010 började de tre studentkårerna vid Sahlgrenska akademin diskutera en eventuell sammanslagning för att säkerställa fortlevnad och finansiering. I Samarbetsrådet för Studentkårerna vid Sahlgrenska akademin (SamSS) kom man slutligen överens om ett avtal där OF och HVS löstes upp och de två kårernas medlemmar automatiskt blev medlemmar i MFG som bytte namn till Sahlgrenska akademins Studentkår (SAKS). Under avtalsprocessen i SamSS rådde det meningsskiljaktigheter över bl.a den nya kårens kårhus. Resultatet blev att OF:s kårhus "Munhålan" överläts till Göteborgs tandläkarsällskap (GTS) tillsammans med OF:s föreningar, som nu går under namnet "Munhålans studentförening". MFG:s kårhus Villa Medici blev det nybildade SAKS enda kårhus och är det än idag, dock nu under namnet Hvilla Medici.

## Presidialer
| Period                                              | Kårordförande                                                        | Vice kårordförande                                                     |                                                        |                  |                                  |                  |                  |                |
| Vice kårordförande med ansvar för utbildningsfrågor | Vice kårordförande med ansvar för studiesocialt                      | Vice kårordförande med ansvar för kommunikation och medlemsrekrytering | Vice kårordförande med ansvar för arbetsmarkandsfrågor |                  |                                  |                  |                  |                |
| 2010/2011                                           | Erik Strandmark                                                      | Fanny Fors                                                             |                                                        |                  |                                  |                  |                  |                |
| 2011/2012                                           | Stina Fredriksson                                                    | Mikael Benserud                                                        |                                                        | Simon Persson    |                                  |                  |                  |                |
| 2012/13                                             | Simon Persson                                                        | Jim Collander                                                          |                                                        | Karin Libeck     |                                  |                  |                  |                |
| 2013/14                                             | Jim Collander                                                        | Johanna Börjesson                                                      | Josefin Söderpalm                                      | Timmy Kjellqvist |                                  |                  |                  |                |
| 2014/15                                             | Johanna Börjesson                                                    | Fredrika Ekborg                                                        | Alexandra Sahlström                                    |                  | Sara Lundblad                    |                  |                  |                |
| 2015/16                                             | Samuel Nilsson                                                       | Simon Ivarsson                                                         | Fredrik Nilsson                                        |                  | Linn Jansson                     |                  |                  |                |
| 2016/17                                             | Admir Ramadamovic (t.o.m november), Annie Björklund (f.o.m november) |                                                                        | Mattias Kåår                                           |                  | Annie Björklund (t.o.m november) |                  |                  |                |
| 2017/18                                             | Sara Gabrielsen                                                      |                                                                        | Sandra Karlsson                                        |                  |                                  |                  |                  |                |
| 2018/19                                             | Karl Kilbo Edlund                                                    | Nur Hima                                                               | Edvin Helleryd (f.o.m november)                        |                  |                                  |                  |                  |                |
| 2019/20                                             | Klara Romare                                                         |                                                                        | Kristina Guix Erhardsson                               |                  |                                  |                  |                  |                |
| 2020/21                                             | Linnea Mundin                                                        | Lucas Ravens                                                           | Kajsa Nordberg                                         |                  |                                  |                  |                  |                |
| 2021/22                                             | Elina Falsafi Tonekaboni                                             | Vendela Karlsson                                                       | Alexandra Belitsky (t.o.m december)                    |                  |                                  |                  |                  |                |
| 2022/23                                             | Adam Andersson                                                       | Amanda Ockell                                                          | Hanna Vald                                             |                  |                                  |                  |                  |                |
| 2023/24                                             | Oscar Bresin                                                         | Erik Sedig                                                             | Adam Järvinen                                          | Elin Nordin      |                                  |                  |                  |                |
| 2024/25                                             | Noa Galan Frick                                                      | Niclas Johansson                                                       | Bahram Fendi                                           |                  |                                  |                  |                  |                |
| 2025/26                                             | Alva Jonsson                                                         | Linnea Bremström                                                       | Linnea Bremström                                       | Linnea Bremström | Niclas Johansson                 | Niclas Johansson | Niclas Johansson | Othman Dhnnoon |